# 靈武郡
灵武郡，中国隋朝时设置的郡。
大业三年（607年）改灵州设置灵武郡，治所在回乐县（今宁夏回族自治区吴忠市西北古城镇）。包括今宁夏回族自治区中卫市及其以北。唐朝武德元年（618年），改灵武郡为灵州。
唐朝天宝、至德年间，一度将灵州改为灵武郡。安史之乱时，唐玄宗逃到成都，朔方节度使杜鸿渐迎接太子李亨到灵武，在郡城南楼即位为帝，是为唐肃宗。